# L'Agent secret (film)
Pour les articles homonymes, voir L'Agent secret (homonymie).
Pour plus de détails, voir Fiche technique et Distribution.
L'Agent secret (The Secret Agent)  est un film d'espionnage de Christopher Hampton sorti en 1996.

## Synopsis
En 1886, le libraire Adolf Verloc héberge au-dessus de sa petite librairie des réunions d'anarchistes, petits-bourgeois, intellectuels et idéalistes. Il est en fait un agent double à la fois au service des Russes et de la police de sa Gracieuse Majesté. Le lendemain d'une réunion, il est convoqué par Vladimir, un attaché de l'ambassade russe, qui vient de concevoir un plan diabolique : un attentat contre l'observatoire de Greenwich. Verloc est chargé de cette mission.

## Fiche technique
- Titre original : The Secret Agent
- Réalisation : Christopher Hampton
- Scénario : Christopher Hampton, d'après le roman de Joseph Conrad
- Musique : Philip Glass
- Pays :  Royaume-Uni
- Genre : Drame, espionnage
- Durée : 95 minutes
- Date de sortie en salles : 30 avril 1997 (France)

## Distribution
- Bob Hoskins (VF : Pierre Vernier) : Verloc
- Patricia Arquette (VF : Brigitte Berges) : Winnie Verloc
- Gérard Depardieu (VF : lui-même) : Ossipon
- Jim Broadbent (VF : Henri Poirier) : l'inspecteur chef Heat
- Christian Bale (VF : Christophe Lemoine) : Stevie
- Roger Hammond (VF : Olivier Proust) : M. Michaelis
- Eddie Izzard (VF : Féodor Atkine) : Vladimir
- Peter Vaughan (VF : Georges Aubert) : le chauffeur
- Julian Wadham (VF : Bernard Alane) : l'assistant du commissaire
- Robin Williams (VF : Patrick Floersheim) : l'assassin (non crédité)

 Source et légende : version française (VF) sur RS Doublage et selon le carton du doublage français sur le DVD zone 2.